# Нюдя-Янгъёган
Нюдя-Янгъёган (устар. Нюча-Янг-Ёган) — река в России, протекает по Ямало-Ненецкому АО. Устье реки находится в 45 км по левому берегу реки Янгъёган. Длина реки составляет 31 км.

## Данные водного реестра
По данным государственного водного реестра России относится к Нижнеобскому бассейновому округу, водохозяйственный участок реки — Надым. Речной бассейн реки — Надым.
Код объекта в государственном водном реестре — 15030000112115300047705.